# 神君
神君（しんくん）は、偉大な君主を称えて呼ぶ名である。これは、「神々の君主」という意味ではなく「神格化された君主」という意味に当たる。
日本の場合、江戸時代は、特に徳川家康を意味したが源頼朝を指すこともあり家康を東照神君、頼朝を鎌倉神君と呼び分けることもある。両者が日本の君主と呼び得るかは微妙（特に頼朝は全国支配権という点で完全ではない）だが、軍事支配の主という意味合いにおいてはその通りであり、武家支配最盛時に定着した呼称がそのまま残っている。古代ローマ帝国においては、カエサルやアウグストゥスらが神格化された。中国などでは、歴代の皇帝たちが信仰の対象となった。

## 概要
歴史上、特筆すべき活躍をした人物などは、人物神として信仰され神格化された。神君は、その中でも君主の地位にあった人物に送られる。ただし王権神授説により多くの文明の王族は、神と何らかの結び付きを持っていた。例えば古代エジプトのファラオは、「ホルスの地上での姿」と考えられた。このため王族をわざわざ神君と呼ぶ必要性がないため、この称号を受ける人物は、王族以外に限られた。これは、いわば英雄の権威付けのためになされた習慣である。しかし文明によっては、神と人間の扱いを明確に分けている場合があった。例えば古代ギリシアや古代オリエントでは、神と人間は、明確に区別された。特にユダヤ教、キリスト教、イスラム教圏の一神教では、どんな英雄も神格化されることはなく崇拝や信仰の対象として奉られること自体あり得なかった。
そのため神君という呼称は、人間を神と同列に扱い神格化する風習を持つ多神教が信仰されるごく一部の文明に限られた。

## 解説

### 人物神に肯定的な文明
日本の場合、君主に限らず菅原道真など多くの人物が神格化された。また日本の君主である天皇は、神の子孫とされ、わざわざ神格化することがなかった。よって神君は、皇室出身者以外の為政者に限られた。その中でも神君といえば徳川家康を指す場合が多い。これは、江戸時代の間に多くの大名が東照宮に寄進造営を行ったからである。つまり源頼朝や他の神格化された君主よりも長い期間、信仰されたために広く定着したと考えることが出来る。
ローマ帝国の場合、ローマ建国の国王ロムルスの血統が絶えて共和制が布かれていた。ローマ皇帝は、これに変わって新しい君主として即位することになり、カエサルや歴代のローマ皇帝は、神として神格化された。ただし神君という語自体が日本語なので現地でカエサルを神君と呼ぶ習慣は、勿論ない。ただ日本においてカエサルを徳川家康に比類して、この称号で紹介されることがある。
中国や朝鮮、東アジア地域では、王朝の建国者を「高祖」、「太祖」、「神祖」などとして廟号を送り信仰の対象とした。しかしこれらは、祖先を祀る風習の延長線から来たものであり王朝が途絶えると信仰されることもなくなっていった。ただしモンゴル帝国のチンギス・ハンは、モンゴル人に未だに根強い人気があり神として崇められている。

### 人物神に否定的な文明
日本やローマ、中国と同じ多神教圏でも古代エジプトや古代インドでは、王や英雄は、神々の化身、地上での仮の姿、加護を得た人物と見做された。つまり個人崇拝であってもあくまで神が主体で人間が従属、神の一部と捉えられた。また古代オリエントにおいて王族は、神から地上を統治する権利を与えられた人間、神の代理人と捉えられ神と同列には、扱われなかった。
一神教圏では、唯一の神を信仰し、人間は、平等であると捉えられた。しかし現実には、イエスやモーゼ、ムハンマドなど聖人の言動が多くの場で取り上げられ、信仰の対象となり得た。それでもこれらも個人崇拝ではなくあくまで教義における模範的な一信者と捉えることが出来る。ただし同じ宗教でも聖人崇拝も禁止している宗派も存在する。

## 信仰
神君は、主に英雄、つまり混迷期に軍事的な成功を収めた人物が占めた。そこで国家の危機を救った人物として死後も国家の守護神として信仰された。祭祀として家康には東照宮、カエサルには、カエサル神殿などが作られた。